# Uchū Kyōdai
Filme de animeUchū Kyōdai #0RoteiroChūya KoyamaEstúdioA-1 Pictures
Uchū Kyōdai (宇宙兄弟, lit. "Irmãos Espaciais") é uma série de mangá escrita por Chūya Koyama, que é serializada pela revista Weekly Morning da Kodansha desde dezembro de 2007. Foi indicado duas vezes para o Manga Taishō, em 2009 e 2010. A adaptação em anime foi feita pelo estúdio A-1 Pictures, e estreou no Japão em 1 de abril de 2012 até 22 de março de 2014. O filme em live action estreou em 5 de maio de 2012. E o filme do anime, intitulado Uchū Kyōdai #0 estreou em 9 de agosto de 2014 no Japão.

## Enredo
No verão de 2006, Mutta Namba e seu irmão mais novo, Hibito, acham que viram um OVNI, que voou em direção à lua. Hibito decide que irá pra Lua enquanto Mutta decide que irá pra Marte. Dezenove anos depois, no ano de 2025, Hibito torna-se um astronauta de pleno direito na Agência Japonesa de Exploração Aeroespacial (JAXA), designado para servir em uma missão para a lua. Mutta, por outro lado, não foi tão bem sucedido em alcançar seus sonhos. No entanto, logo após ser demitido de seu emprego, Mutta relembra de suas ambições passadas e começa sua jornada para se tornar um astronauta e alcançar seu irmão mais novo. A história segue Mutta em todas as etapas da seleção para se tornar um astronauta, será que ele conseguirá realizar seu sonho? Portal de anime e mangá

## Mídia

### Mangá
O mangá foi escrito por Chūya Koyama e serializado pela revista Weekly Morning na Kodansha em dezembro de 2007, e foram lançados 45 volumes tankōbon até julho de 2025.

### Anime
A adaptação do anime foi feita pelo estúdio A-1 Pictures e estreou no Japão em 1 de abril de 2012, e foi transmitido simultaneamente pelo Crunchyroll. A série foi licenciada na América do Norte pela Sentai Filmworks. O trigésimo primeiro episódio o qual foi estreou em 4 de novembro de 2012, apresentou um trecho da gravação de voz no espaço pelo astronauta Akihiko Hoshide através da Estação Espacial Internacional. O especial intitulado "Puranetariumu Uchū Kyōdai ~Itten no Hikari~" (プラネタリウム　宇宙兄弟～一点のひかり～, lit. Planetário: Irmãos Espaciais ~Um ponto de Luz~) foi exibido em planetários durante o verão de 2012 e foi lançado em DVD com o 10º volume do mangá em 22 fevereiro de 2013.

#### Música
Temas de abertura
1. "Feel So Moon" por Unicorn (ep 1-13)
2. "Eureka" (ユリーカ, Yurīka) por Sukima Switch (ep 14-26)
3. "Yumemiru Sekai" (夢見る世界, lit. "Dream-like World") por DOES (ep 27-38)
4. "Small World" por Fujifabric (ep 39-51)
5. "Kienai E" (消えない絵, lit. "Non-Disappearing Drawing") por Magokoro Brothers (ep 52-64)
6. "Crater" (クレーター, Kurētā) por Merengue (ep 65-75)
7. "HALO" por tacica (ep 76-87)
8. "B.B." por THE Yatou (ep 88-99)

Temas de encerramento
1. "Subarashiki Sekai" (素晴らしき世界, lit. "This Wonderful World") por Rake (ep 1-13)
2. "Kokuhaku" (告白, lit. "Confession") por Angela Aki (ep 14-26)
3. "Tete" (テテ, lit. "Hands") por Akihisa Kondō (ep 27-38)
4. "Goodbye Issac" (グッバイ・アイザック, Gubbai Aizakku) por Motohiro Hata (ep 39-51)
5. "Beyond" por Miho Fukuhara (ep 52-64)
6. "Yozora no Taiyō" (夜空の太陽, lit. "Sun in the Night Sky") por Flower Companyz (ep 65-75)
7. "New World" por Kasarinchu (ep 76-87)
8. "Anata ga Ireba OK!" por Serena (ep 88-99)

### Filmes

#### Filme Live Action
A adaptação do filme live-action foi adaptado por Tōhō e lançada nos cinemas japoneses em 5 de maio de 2012, e mostrada no Japanese Film Festival na Austrália, no mesmo ano. A adaptação foi escrita por Chuya Koyama e dirigido por Yoshitaka Mori, com Shun Oguri e Masaki Okada atuando como Mutta e Hibito. O astronauta Buzz Aldrin também participou do filme. O tema musical do filme foi "Every Teardrop Is a Waterfall" do álbum Mylo Xyloto da banda Coldplay. O filme ganhou os prêmios "Melhor Puchon" e "Escolha do Cidadão na NH Nonghyup" no 16º Puchon International Fantastic Film Festival.

#### Filme do anime
O filme do anime, intitulado Uchū Kyōdai #0 foi lançado no Japão em 9 de agosto de 2014. O criador do mangá, Chūya Koyama escreveu o roteiro do filme.

## Recepção
Foi indicado duas vezes para o Manga Taishō, em 2009 e 2010. Em 2011, ganhou o prêmio de melhor mangá geral apresentado no 56ª Prêmio de Mangá Shogakukan e Prêmio de Mangá Kōdansha (ao lado de Sangatsu no Lion de Chica Umino). Em 2014, ganhou o Prêmio do Leitor no 18º Prêmio Cultural Tezuka Osamu.
O asteróide, 13163 Koyamachuya, foi nomeado após a criação.